# Доленє Градище
Доленє Градище (словен. Dolenje Gradišče) — поселення в общині Доленьське Топлице, регіон Південно-Східна Словенія, Словенія. Висота над рівнем моря: 194,7 м.